# لطفا مراقب مامان باشین
لطفاً مراقب مامان باشین (Hangul: 엄마를 부탁해) عنوان رمانی به قلم شین کیونگ سوک، نویسنده کره‌ای است که در سال ۲۰۰۹ بیش از یک میلیون نسخه فروخت.  این کتاب با ترجمه مهدی سجودی مقدم از سوی انتشارات مهراندیش منتشر شده است.

## پیرنگ داستان
«لطفاً مراقب مامان باشین» داستان مادر شصت‌ونه‌ساله‌ای‌ست که در ایستگاه مترو جا می‌ماند و گم می‌شود. در تلاش برای یافتنِ این مادر است که هرکدام از اعضای خانواده به حقایق اسراری از زندگی مادر از یک‌طرف و غفلت‌های کوچک و بزرگ خویش از طرف دیگر پی می‌برند. استفاده از زاویه‌دیدهای مختلف، بیان واقعیت‌هایی که می‌تواند در زندگی بسیاری از انسان‌ها وجود داشته باشد و فضای عاطفی داستان آن را از لطف و جذابیتی مضاعف برخوردار کرده‌است.

## مضمون
پشیمانی مضمون اصلی این کتاب است. وقتی شخصیت‌ها کم‌کم درک می‌کنند که مامان گنجینه‌ای بوده‌است، اشک از دیدگانش روان می‌شود. فرزندان مامان کم‌کم درمی‌یابند که پشت پا زدن به سنت‌ها اجدادی و چسبیدن به زندگی شهری، بی‌رحم و عاری از عاطفه چه اشتباه بزرگی بوده‌است.